# Bataille d'Ain Zara
Guerre italo-turque
La bataille d'Ain Zara a eu lieu en décembre 1911 pendant la guerre italo-turque entre le royaume d'Italie et les forces de l'Empire ottoman pour le contrôle de l'oasis d'Ain Zara, près de Tripoli, dans l'actuelle Libye, où les Ottomans avaient établi une base fortifiée.

## Contexte
En octobre 1911, après le déclenchement de la guerre italo-turque, les troupes italiennes débarquent en Tripolitaine et s'emparent de Tripoli. Avant de pouvoir achever l'occupation de Tripoli, les forces italiennes devaient éliminer la menace que représentait Ain Zara, une oasis située à 8 km au sud de Tripoli, que les forces ottomanes (y compris les forces arabes autochtones) avaient transformée en une position bien fortifiée, avec une garnison de 8 000 hommes et une batterie de huit canons Krupp de 87 mm. C'était l'une des bases les plus importantes de l'armée ottomane en Tripolitaine, et plusieurs contre-attaques ottomanes contre les positions italiennes près de Tripoli ont été lancées à partir de là.

## Bataille de décembre 1911
Le 4 décembre 1911, une force italienne de 12 000 hommes répartis en trois colonnes se dirige vers Ain Zara. La colonne de droite était dirigée par le général Guglielmo Pecori Giraldi et formée par les brigades « Giardina » et « Lequio », la première composée des 6e et 40e régiment d'infanterie (deux bataillons chacun) et la seconde composée de deux bataillons de Grenadiers de Sardaigne, du bataillon Alpini « Fenestrelle » et du 11e régiment Bersaglieri. La colonne centrale, dirigée par le général Luigi Rainaldi, comprenait les 82e et 84e régiment d'infanterie et une batterie de montagne ; la colonne de gauche, dirigée par le colonel Amari et chargée de capturer le Point 38 (connu par les Italiens sous le nom de colline Fornaci), était composée de deux bataillons du 52e régiment d'infanterie. L'opération est soutenue par l'artillerie navale italienne,. Une force dirigée par le général Felice De Chaurand de Saint Eustache effectue une attaque de diversion avec un bataillon du 93e régiment d'infanterie, deux compagnies du 18e régiment d'infanterie et deux compagnies de sapeurs.
La colonne de Rainaldi effectue une attaque frontale sous le feu de l'artillerie ottomane, contrée par des canons italiens de 149/23 mm et des obusiers de 210 mm, tandis que la brigade de Giardina exécute une manœuvre de flanc. Les forces ottomanes tentent quelques contre-attaques, mais elles sont repoussées. A 15h00, les troupes ottomanes, menacées d'encerclement par la brigade de Giardina, commencent à se retirer de l'oasis, abandonnant toute leur artillerie. La colonne de Pecori Giraldi occupe donc les positions d'Ain Zara, tandis que la colonne d'Amari, dont les attaques n'ont pas été couronnées de succès, est rappelée car son action n'est plus nécessaire. Le jour suivant, l'infanterie et la cavalerie italiennes nettoient les environs, poursuivant les forces ottomanes et arabes et capturant quelques caravanes ainsi que quatre camps et un butin considérable d'armes, de munitions, de tentes, de provisions et de bétail.
Les pertes italiennes s'élèvent à un officier (le colonel Giovanni Pastorelli du 40e régiment d'infanterie, qui a reçu à titre posthume la médaille d'or de la valeur militaire pour les motifs suivants: "Il a donné d'admirables preuves de bravoure, donnant l'exemple et se plaçant en première ligne avec l'avant-garde pour mieux la diriger, les unités de son régiment soumises à un feu ennemi intense, et bien que mortellement blessé, il a trouvé dans son énergie et dans la haute conception qu'il avait de sa mission la tranquillité d'esprit et la force, en remettant le commandement au lieutenant-colonel, de recommander à tous l'honneur du régiment et de son drapeau, qu'il a toujours porté haut.) et 16 soldats tués, et huit officiers et 163 soldats blessés. Les pertes turques sont estimées à plus de 50 tués, dont deux officiers, et plus de 50 blessés ; les pertes arabes comprennent plus de 100 tués. 

Une autre médaille d'or a été décernée en 1912 au général Gustavo Fara pour l'action à Ain Zara le 4 décembre 1911 et les actions suivantes à Bir Tobras, Misrata et Gheran.

## Bataille de janvier 1912
Après avoir capturé l'oasis, les forces italiennes ont fortifié la zone et construit un nouveau tronçon de chemin de fer qui reliait Ain Zara à Tripoli.
En janvier 1912, les forces ottomanes ont tenté une contre-attaque avec quelque 4 000 hommes (500 réguliers turcs et 3 500 Arabes) dans le but de reprendre les positions d'Ain Zara. Le commandement italien, cependant, avait appris ce plan et a renforcé les défenses d'Ain Zara, qui ont été augmentées de trois régiments d'infanterie (les 6e, 40e et 50e), du 2e bataillon de grenadiers, du bataillon d'Alpini "Mondovì" et de quelques batteries d'artillerie. Après quelques escarmouches survenues le 27 janvier, les forces ottomanes lancent leur attaque le 28 janvier ; les forces turques et arabes tentent d'encercler et de capturer les positions italiennes, mais sont repoussées par des tirs d'artillerie et de mitrailleuses. À 10 heures du matin, l'attaque est annulée et les forces ottomanes battent en retraite. Les pertes italiennes s'élèvent à trois soldats tués et 15 blessés, les pertes ottomanes sont inconnues.

## Conséquence
Ain Zara est resté aux mains des Italiens pendant le reste de la guerre. En creusant des tranchées dans la région, le 33e bataillon de Bersaglieri a découvert un ancien pavement romain en mosaïque, appartenant vraisemblablement à l'ancienne ville romaine d'Oea. La découverte a fait la une de la presse italienne, et le pavement a été soigneusement retiré et envoyé en Italie.